# Flughafen Ufa

i7
i11
i13
Der Flughafen Ufa (russisch Международный аэропорт Уфа, IATA-Code: UFA, ICAO-Code: UWUU) ist ein internationaler Flughafen bei Ufa, einer Millionenstadt in der russischen Teilrepublik Baschkortostan (Europa).
Der 1963 eröffnete Flughafen verfügt über zwei Start-/Landebahnen auf einer Höhe von 136,7 Metern. Die Flughafeninfrastruktur ist unter anderem für Starts und Landungen von Flugzeugen in der Größe der Boeing 747 ausgelegt.
Er wird von der Aeroflot, Azerbaijan Airlines, der UTair sowie der Ural Airlines angeflogen.